# Universidad a Distancia de Madrid
La Universidad a Distancia de Madrid (UDIMA) es una universidad privada española de educación a distancia, ubicada en Collado Villalba (Comunidad de Madrid). Ofrece estudios de grado y posgrado (máster y doctorado) formando parte de la Asociación de Universidades Europeas.

## Institución
Aprobada por la Asamblea de Madrid en 2006, forma parte del Grupo CEF-UDIMA, creado en 1977 como Centro de Estudios Financieros. Fue la tercera universidad no presencial de España y la primera de carácter privado. Su actividad docente no comenzó hasta la reforma de la ley de Universidades, en el curso 2008-2009. Se inauguró con cinco títulos de grado: Derecho, Administración y Dirección de Empresas, Ciencias del Trabajo y Recursos Humanos, Psicología y Turismo.

#### Estudiantes
En relación con los datos oficiales de la universidad, en el curso 2021-2022 hubo 8.774 alumnos en titulaciones oficiales (4.147 de Grado, 4.535 de Máster y 92 de Doctorado). Los estudiantes matriculados en titulaciones propias fueron 8.678. Sumando en total 17.452 alumnos.
En dicho año se impartieron 17 grados, 34 másteres universitarios, 18 másteres profesionales, 2 doctorados y 158 títulos propios. Así como 54 cursos universitarios y 74 cursos generalistas. Con referencia a datos del sistema universitario madrileño, la UDIMA representó un 2% de alumnos matriculados en titulaciones oficiales respecto del total de estudiantes matriculados en las distintas universidades de la Comunidad de Madrid (considerando 17 universidades madrileñas, la UNED y los respectivos centros adscritos).

#### Internacionalización
Respecto a la movilidad estudiantil, la UDIMA forma parte del programa Erasmus de la Unión Europea, y tiene convenios con diversas universidades como por ejemplo: la Universidad de Lisboa (Portugal), Universidad de Neuchâtel (Suiza), La Universidad Abierta de Japón, entre otras.

## Estructura

### Facultades
Actualmente la universidad se estructura en las siguientes facultades y escuelas:
- Facultad de Ciencias Sociales y Humanidades

- Facultad de Ciencias Económicas y Empresariales
- Facultad de Ciencias de la Salud y de la Educación
- Facultad de Ciencias Jurídicas

- Escuela de Ciencias Técnicas e Ingeniería

### Centros adscritos y sedes de exámenes
La Universidad a Distancia de Madrid cuenta con los siguientes centros:
- Centro de Educación Superior Hygiea[12]
- Instituto de Investigación, Desarrollo e Innovación de la UDIMA[13]
- Instituto de idiomas de la UDIMA[14]
- Biblioteca Universitaria Hipatia[15][16]

|                       |
| Edificio y exteriores |

|          |
| Pasarela |

|         |
| Fachada |

### Enseñanza en línea y Exámenes presenciales
El modelo educativo está basado en la enseñanza en línea. No obstante, los exámenes finales son presenciales, contando con las siguientes sedes para su realización:
- En territorio nacional: La Coruña, Alicante, Barcelona, Badajoz - Mérida, Bilbao, Burgos -Aranda de Duero, Córdoba, Las Palmas, Madrid, Madrid - Collado Villalba, Málaga, Murcia (sede no permanente), Oviedo, Palma de Mallorca, Santander (sede no permanente), Sevilla, Tenerife, Valencia, Vigo y Zaragoza.

- En el extranjero: Argentina (Buenos Aires, sede no permanente), Bélgica (Bruselas), Brasil (Sao Paolo, sede no permanente), Chile (Santiago de Chile, sede no permanente), China (Hong Kong, sede no permanente), Colombia (Bogotá, Bucaramanga, sede no permanente, y Medellín), Costa Rica (San José, sede no permanente), Ecuador (Quito), Guinea Ecuatorial (Malabo), México (México DF), EEUU (Miami), Perú (Lima), Portugal (Lisboa, sede no permanente) y en República Dominicana (Santo Domingo)

La enseñanza en línea ha sido evaluada según diferentes rankings. Según el periódico El Mundo, en 2024, el Master en Práctica de la Abogacía y Procura está en el 4º puesto y el Máster en Psicología General Sanitaria está en el 5º puesto.

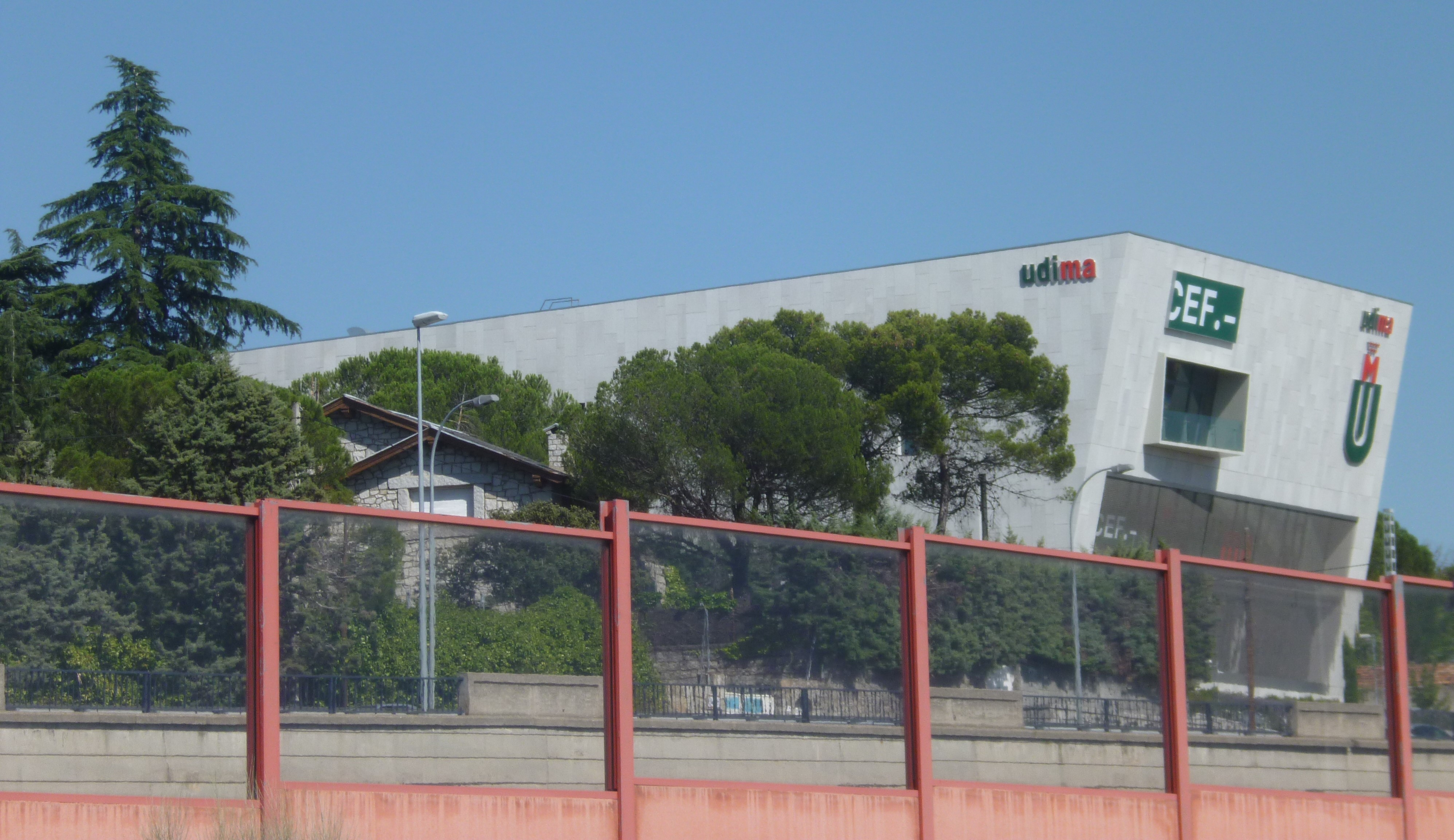
Vista del edificio de UDIMA desde la Avenida Juan Carlos I, en Villalba (Madrid)

## Símbolos institucionales
Los símbolos de la Universidad a Distancia de Madrid se pueden concretar:

«a) El escudo de la UDIMA es el siguiente: Sobre fondo blanco, el logotipo de una "M" mayúscula en rojo vivo insertada en una "U" mayúscula de color blanco bordeada por otras dos de color verde oscuro, que lleva en la parte superior siete asteriscos de color rojo vivo y, en la parte inferior, la leyenda "udima". Las sílabas "udi" en verde y "ma" en rojo. Enmarcándose circularmente con el lema de la universidad, "Labor omnia vincit".
b) La bandera de la UDIMA es de color blanco. Irá cargada en el centro con el escudo de la UDIMA en sus colores originales, con una altura de 73 centímetros y una anchura de 52 centímetros.
c) El lema de la UDIMA es "Labor omnia vincit", cuya traducción es "El trabajo vence todas las dificultades".

d) El sello de la UDIMA reproduce su escudo. El sello de la universidad otorgará autenticidad a los documentos en que se estampe.».
Artículo 5 del Decreto 38/2014, de 10 de abril, del Consejo de Gobierno de la Comunidad de Madrid, por el que se aprueban las Normas de Organización y Funcionamiento de la Universidad a Distancia de Madrid (UDIMA)

## Labor Editorial
El comienzo editorial tiene su origen en el CEF, denominándose Editorial Estudios Financieros y publicando su primera revista en 1982 titulada "Revista de Contabilidad y Tributación". En 1994 se crea NormaCEF, base de datos de ámbito jurídico. Posteriormente, con la fundación de la UDIMA en 2006, la editorial publica manuales universitarios, comprendiendo en 2021 alrededor de 400 volúmenes.
Actualmente, la Editorial Estudios Financieros está integrada en la Unión de Editoriales Universitarias Españolas.

## Rectores
| Rector                       | Mandato           |
| ---------------------------- | ----------------- |
| Eugenio Lanzadera Arencibia  | 2024 - Actualidad |
| M.ª Concepción Burgos García | 2016 - 2024       |
| José Andrés Sánchez Pedroche | 2010 - 2016       |
| Luis Enrique de la Villa     | 2006 - 2010       |

## Doctoreshonoris causa
| Doctor honoris causa   | Fecha investidura | Profesión |
| ---------------------- | ----------------- | --- |
| Franklin García Fermín | 2023              | Rector de la Universidad Autónoma de Santo Domingo (2008-2011). Ministro de Educación Superior, Ciencia y Tecnología de la República Dominicana. |
| Luis María Anson       | 2022              | Político, periodista y escritor. Es miembro de la Real Academia Española.                                                                        |
| Dong Yansheng          | 2019              | Traductor y presidente de la Asociación Hispanistas Asiáticos.                                                                                   |
| Valentín Pich Rosell   | 2018              | Auditor y administrador concursal. Presidente del Consejo General de Colegios de Economistas de España.                                          |
| Eduardo Sanz Gadea     | 2018              | Licenciado en Derecho y Ciencias Económicas, ex-Inspector de Hacienda del Estado.                                                                |

## Controversias
En junio de 2013 se publicó un artículo periodístico que afirmaba que según un informe del sindicato Central Sindical Independiente y de Funcionarios (CSIF) al que habían tenido acceso, en la UDIMA no se suspendía a los alumnos. Dicha información fue negada tanto por la institución, como por el sindicato CSIF que desmintió en un comunicado ser autor de algún informe al respecto.